# Campionati europei di atletica leggera indoor 2015 - Salto con l'asta maschile
La specialità del salto con l'asta maschile ai campionati europei di atletica leggera indoor di Praga 2015 si è svolta alla O2 Arena di Praga, nella Repubblica Ceca, il  6 e 7 marzo 2015. 

## Podio
| Pos.    | Atleta            | Nazionalità | Misura |
| ------- | ----------------- | ----------- | ------ |
| Oro     | Renaud Lavillenie | Francia     | 6,04 m |
| Argento | Aleksandr Gripich | Russia      | 5,85 m |
| Bronzo  | Piotr Lisek       | Polonia     | 5,85 m |

## Record
Prima di questa competizione, il record del mondo (RM), il record europeo (EU) ed il record dei campionati (RC) sono i seguenti:
| Record                | Prestazione | Atleta                    | Data                              | Competizione        |
| --------------------- | ----------- | ------------------------- | --------------------------------- | ------------------- |
| Record mondiale       | 6,16 m      | Renaud Lavillenie Francia | 15 febbraio 2014 Donec'k, Ucraina |                     |
| Record europeo        | 6,16 m      | Renaud Lavillenie Francia | 15 febbraio 2014 Donec'k, Ucraina |                     |
| Record dei campionati | 6,03 m      | Renaud Lavillenie Francia | 5 marzo 2011 Parigi, Francia      | Europei indoor 2011 |

## Programma
| Data         | Ora   | Turno          |
| ------------ | ----- | -------------- |
| 6 marzo 2015 | 10:15 | Qualificazioni |
| 7 marzo 2015 | 17:00 | Finale         |

## Risultati

### Qualificazioni
La qualificazione si è tenuta venerdì 6 marzo a partire dalle 10:15. Accedono alla finale gli atleti che ottengono la misura di 5,75 metri (Q) o le prime 8 migliori misure (q).
| Pos. | Nome                   | Nazione    | 5,05 | 5,25 | 5,45 | 5,60 | 5,70 | Misura | Note                          |
| ---- | ---------------------- | ---------- | ---- | ---- | ---- | ---- | ---- | ------ | ----------------------------- |
| 1    | Aleksandr Gripich      | Russia     | -    | o    | o    | o    | o    | 5,70 m | q                             |
| 1    | Robert Sobera          | Polonia    | -    | -    | o    | o    | o    | 5,70 m | q                             |
| 3    | Konstadínos Filippídis | Grecia     | -    | -    | o    | xo   | o    | 5,70 m | q                             |
| 3    | Tobias Scherbarth      | Germania   | -    | -    | xo   | o    | o    | 5,70 m | q =                           |
| 5    | Jan Kudlicka           | Rep. Ceca  | -    | -    | xo   | xxo  | o    | 5,70 m | q                             |
| 6    | Piotr Lisek            | Polonia    | -    | -    | o    | xo   | xo   | 5,70 m | q                             |
| 7    | Renaud Lavillenie      | Francia    | -    | -    | -    | -    | xxo  | 5,70 m | q                             |
| 8    | Anton Ivakin           | Russia     | -    | -    | o    | o    | xx-  | 5,60 m | q                             |
| 8    | Valentin Lavillenie    | Francia    | -    | -    | o    | o    | xxx  | 5,60 m | q                             |
| 10   | Didac Salas            | Spagna     | -    | o    | xo   | o    | xxx  | 5,60 m | Miglior prestazione personale |
| 11   | Mareks Arents          | Lettonia   | -    | o    | o    | xxo  | xxx  | 5,60 m | =                             |
| 12   | Michal Balner          | Rep. Ceca  | -    | -    | o    | xxx  |      | 5,45 m |                               |
| 13   | Carlo Paech            | Germania   | -    | xo   | o    | xxx  |      | 5,45 m |                               |
| 14   | Per Magne Florvaag     | Norvegia   | o    | o    | xo   | xxx  |      | 5,45 m | Miglior prestazione personale |
| 15   | Oleksandr Korchmid     | Ucraina    | -    | o    | xxx  |      |      | 5,25 m |                               |
| 15   | Robert Renner          | Slovenia   | o    | o    | xxx  |      |      | 5,25 m |                               |
| 17   | Eirik Greibrokk Dolve  | Norvegia   | xo   | o    | xxx  |      |      | 5,25 m |                               |
| 18   | Diogo Ferreira         | Portogallo | -    | xo   | xxx  |      |      | 5,25 m |                               |
| 19   | Karlis Pujats          | Lettonia   | o    | xxx  |      |      |      | 5,05 m |                               |
| 20   | Veiko Kriisk           | Estonia    | xo   | xxx  |      |      |      | 5,05 m |                               |
| 20   | Ján Zmoray             | Slovacchia | xo   | xxx  |      |      |      | 5,05 m |                               |
| -    | Edi Maia               | Portogallo | xxx  |      |      |      |      | nm     |                               |
| -    | Kévin Menaldo          | Francia    | -    | -    | xxx  |      |      | nm     |                               |
| -    | Mikkel M. Nielsen      | Danimarca  | xxx  |      |      |      |      | nm     |                               |

### Finale
La finale è iniziata alle 17:00 di sabato 7 marzo.
| Pos.    | Nome                   | Nazione   | 5,45 | 5,55 | 5,65 | 5,75 | 5,80 | 5,85 | 5,90 | 5,95 | 6,00 | 6,04 | 6,17 | Misura | Note                                                            |
| ------- | ---------------------- | --------- | ---- | ---- | ---- | ---- | ---- | ---- | ---- | ---- | ---- | ---- | ---- | ------ | --------------------------------------------------------------- |
| Oro     | Renaud Lavillenie      | Francia   | -    | -    | -    | o    | -    | -    | o    | -    | -    | xo   | xxx  | 6,04 m | Record dei campionati · Miglior prestazione mondiale stagionale |
| Argento | Aleksandr Gripich      | Russia    | xo   | o    | xo   | o    | x-   | o    | x-   | xx   |      |      |      | 5,85 m | Miglior prestazione personale                                   |
| Bronzo  | Piotr Lisek            | Polonia   | o    | x    | xo   | o    | o    | xo   | xxx  |      |      |      |      | 5,85 m |                                                                 |
| 4       | Robert Sobera          | Polonia   | xo   | -    | xo   | o    | o    | xx-  | x    |      |      |      |      | 5,80 m |                                                                 |
| 5       | Konstadínos Filippídis | Grecia    | xo   | o    | o    | o    | xxx  |      |      |      |      |      |      | 5,75 m | Miglior prestazione personale stagionale                        |
| 6       | Valentin Lavillenie    | Francia   | o    | -    | xo   | xx-  | x    |      |      |      |      |      |      | 5,65 m |                                                                 |
| 7       | Anton Ivakin           | Russia    | x-   | o    | xo   | x-   | xx   |      |      |      |      |      |      | 5,65 m |                                                                 |
| 7       | Jan Kudlicka           | Rep. Ceca | xo   | -    | xo   | x-   | xx   |      |      |      |      |      |      | 5,65 m |                                                                 |
| 9       | Tobias Scherbarth      | Germania  | o    | -    | xxx  |      |      |      |      |      |      |      |      | 5,45 m |                                                                 |